# Gut Riensberg

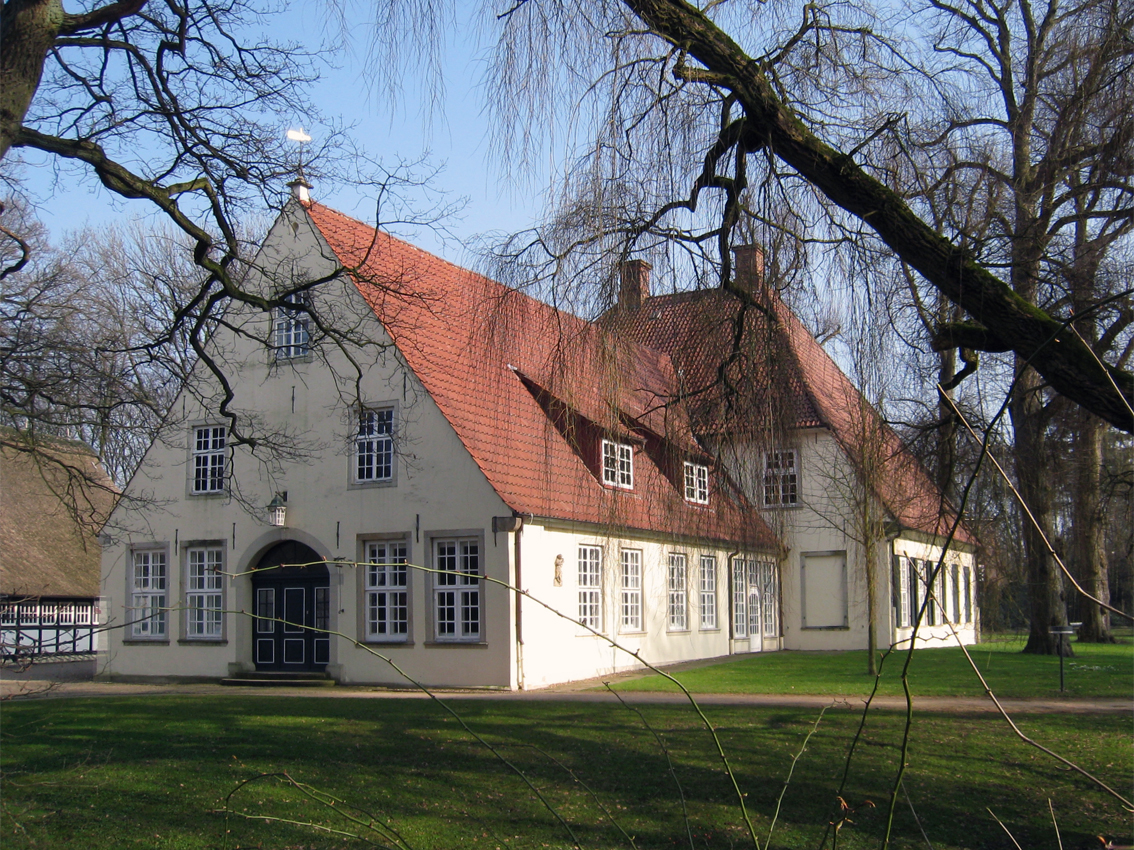
Das Haus Riensberg (2012)

Das Gut Riensberg (früher auch Rinesberg, Rinesberch, Rinesberghe oder Rynsberge geschrieben) ist ein historisches Landgut mit einem Park in Bremen-Schwachhausen, an der Schwachhauser Heerstraße Nr. 240, das heute Teil des Focke-Museums ist. Das Haus Riensberg steht seit 1973 unter Denkmalschutz.

## Geschichte

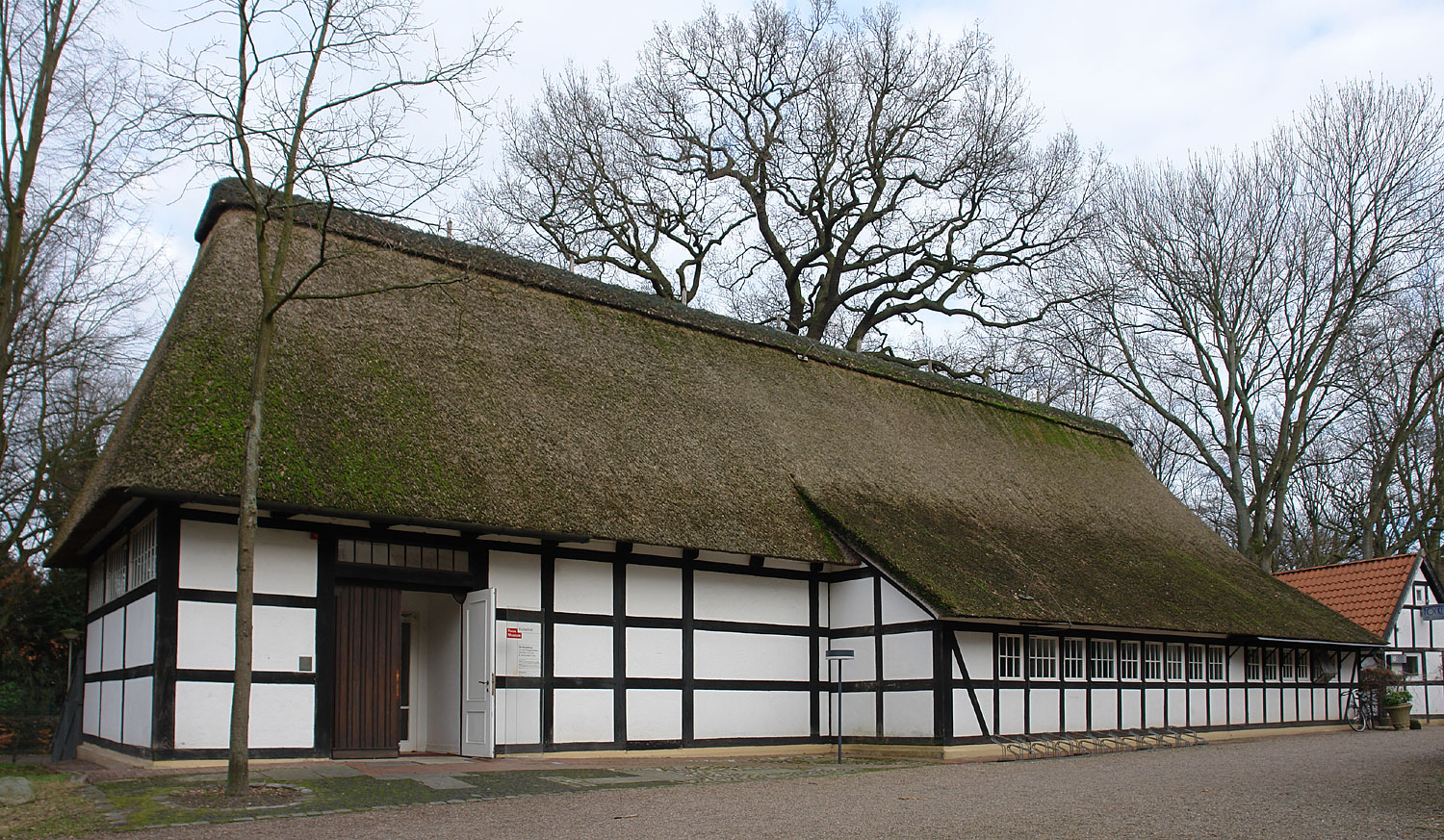
Der Eichenhof, ehemalige Scheune von Gut Riensberg

Das Gut Riensberg entstand wahrscheinlich mit Beginn der Besiedlung des Hollerlandes unter Erzbischof Friedrich im 12. Jahrhundert. Wie andere Vorwerke auch, handelte es sich um ein sogenanntes „Geerengut“, ein Grundstück an der Ecke einer Feldmark, hier an der Grenze zwischen den ehemaligen Dörfern Schwachhausen, Horn, Vahr und Hastedt. Gemäß Herbert Schwarzwälder bezieht sich der Name möglicherweise auf eine Erhebung (Berg) an einer Ackergrenze (Rains). Nach Franz Buchenau verweist Rien auf das Gewässer der Gete, die an dem Grundstück vorbeifloss.
Das Anwesen war ursprünglich von einem Wassergraben umgeben und wurde daher auch als Wasserburg bezeichnet, obwohl es sich vermutlich zunächst nur um einen befestigten Hof gehandelt hat. 1213 wurde eine Burg Riensberg durch die Stedinger zerstört. Dieses Ereignis stellt gleichzeitig die erste urkundliche Erwähnung des Riensberg dar.

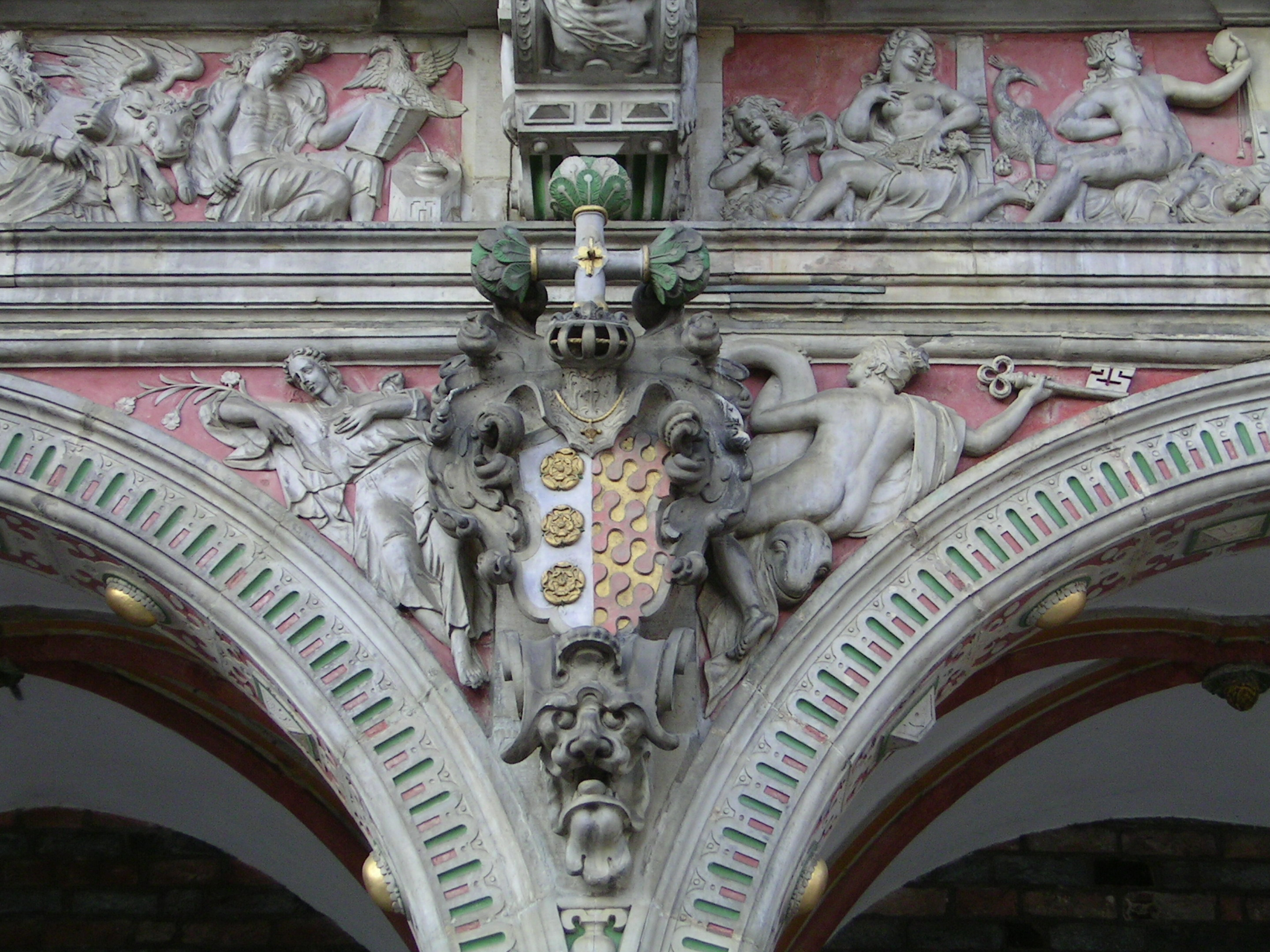
Wappen der Familie Brand am Bremer Rathaus

Die Bewohner des Gutes waren zunächst Landmannen des Grafen Gerhard I. von Holstein. Um 1270 ist ein Ritter Brüning als Lehnsherr überliefert, 1270 schenkte Holstein das Lehen auf Bitten von Erzbischof Hildebold der Bremer Kirche. Im 14. Jahrhundert war es Allodialbesitz der Ratsfamilie Wolde, die sich in der Folge von bzw. van Riensberg nannte – der Chronist Gerd Rinesberch entstammt einem Zweig dieser Familie. Der spätere Bürgermeister Johann Brand erwarb 1360 von dem Knappen Daniel von Riensberg den Herzogenkamp, der an das Gut angrenzte, und 1379 einen Anteil am Gutshof selbst. Von 1430 bis 1599 stellte die Familie Brand dann durchgehend die Herren zu Riensberg.
1599 kam das Anwesen in Besitz der sehr wohlhabenden Familie Schöne. 1768 wurde das Gebäude durch einen Wohntrakt in klassizistischem Stil erweitert. Der Richter Otto Christian  Schöne vererbte das Anwesen 1792 seiner Tochter und dem Schwiegersohn, dem Stadtarchivar Heinrich Gerhard Post, womit das Gut in Besitz der Familie von Post kam und später auch als „Postenhof“ bzw. „Postscher Hof“ bekannt war. Um 1810 soll der spätestens seit 1797 südlich des Anwesens bestehende englische Landschaftsgarten durch Isaak Altmann erweitert worden sein – der ehemals ringförmige Wassergraben blieb dabei in Teilen erhalten. Von den heutigen Gartenfiguren gehört zum älteren Bestand nur eine überlebensgroße Terra (Erde) aus Marmor, wohl von Giovanni Antonio Cybei, um 1766, die sich seit 1810 hier befindet (die drei anderen Allegorien aus einer Folge der Vier Elemente stehen in Heinekens Park). Isaak von Post bewirtschaftete als letzter die umfangreichen Ländereien als Gutsherr. Zwischen 1873 und 1875 wurde dann auf den Fluren des Gutes der Riensberger Friedhof angelegt.

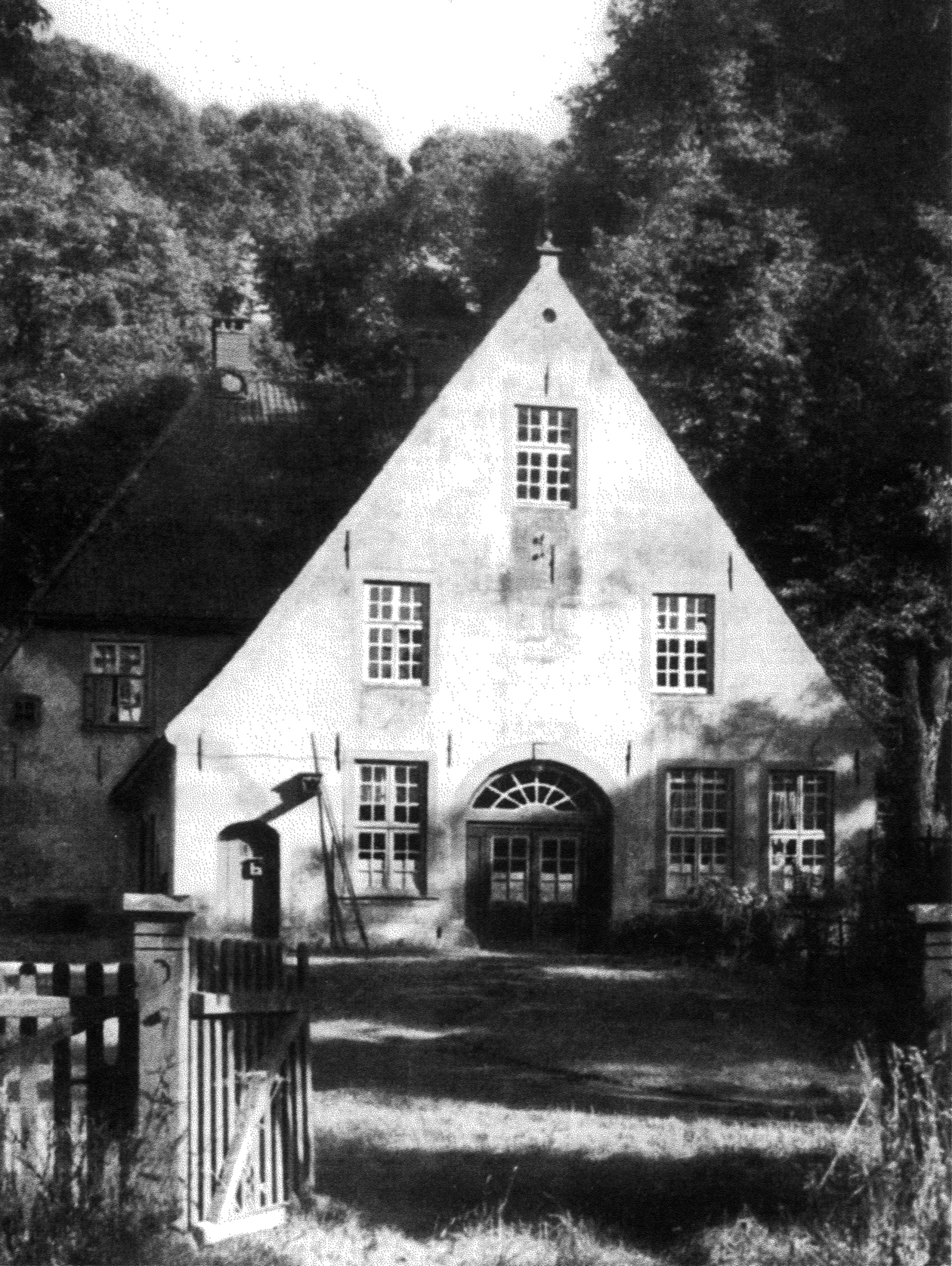
Das Haus Riensberg im Jahr 1910

Als Margarethe von Post 1913 verstarb, vermachte sie das Grundstück dem Bremer Staat in Form einer Stiftung, die hier ein Heim für mittellose Frauen einrichten sollte. Im Zuge der Weltwirtschaftskrise verlor die Stiftung jedoch ihr Kapital und das Heim konnte nicht errichtet werden. Das Haus wurde in der Folge vermietet, bevor es ab 1936 als Hauptquartier für den SS-Abschnitt XIV diente.
1953 wurde das Gut Riensberg als Ersatz für das im Zweiten Weltkrieg zerstörte Gebäude in der Großenstraße Sitz des Focke-Museums, des Bremer Landesmuseums für Kunst und Kulturgeschichte und Kristallisationskern für die späteren Neubauten. In dem Gebäude sind gegenwärtig die Ausstellungsbereiche bremische Wohnkultur (mit dem Zimmer einer jungen Frau von Heinrich Vogeler), europäische Glaskunst und das Kindermuseum mit der Spielzeugsammlung untergebracht.
Im Park steht die Bronze-Skulptur Großer Hephaistos II (1991) von dem Bildhauer Waldemar Otto. Die Skulptur wurde von den Stadtwerken Bremen gestiftet.
Nach dem Gut sind heute der Schwachhauser Ortsteil Riensberg, der Riensberger Friedhof und die Riensberger Straße benannt.

## Das Gutshaus
Das heutige Haus Riensberg besteht aus zwei Gebäudeteilen, die T-förmig miteinander verbunden sind. Der nördliche Trakt ist der ältere Teil des Gebäudes und basiert auf einem eingeschossigen, aufgeständerten Niedersachsenhaus, das noch die typische Grote Dör (‚Große Tür‘) kennzeichnet. Es diente als Stall und Heuboden der alten Landwirtschaft. 1768 ließ Otto Christian Schöne dann an der südlich Front – zum Park hin – quer zum Hofmeierhaus, dem als bäuerlichen Wohn- und Stallgebäude verbleibenden Trakt, als bürgerlichen Sommersitz ein zweigeschossiges Wohnhaus mit weit heruntergezogenem, abgewalmten Dach anbauen. Der Baumeister ist nicht bekannt, Grohne vermutete einen Einfluss der Bauweise Nordfrieslands. Bis auf die Einfassung der Türen und Fenster in Sandstein erhielt das Gutshaus keine weiteren Verzierungen. Nur der gartenseitige Eingang ist heute vom Relief einer Supraporte (um 1750) bekrönt, die allerdings erst um 1953 vom zerstörten Stoevesandtschen Haus Geeren 47 hierher übertragen wurde. Von der ursprünglichen, sicher sehr bescheidenen Ausstattung hat sich nichts erhalten, alle heute im Haus Riensberg ausgestellten Objekte und Einbauten stammen aus den Museumssammlungen. Vor der 20 Meter breiten Gartenfassade stehen vier eindrucksvoll aufragende Linden.

## Das Franzosentor

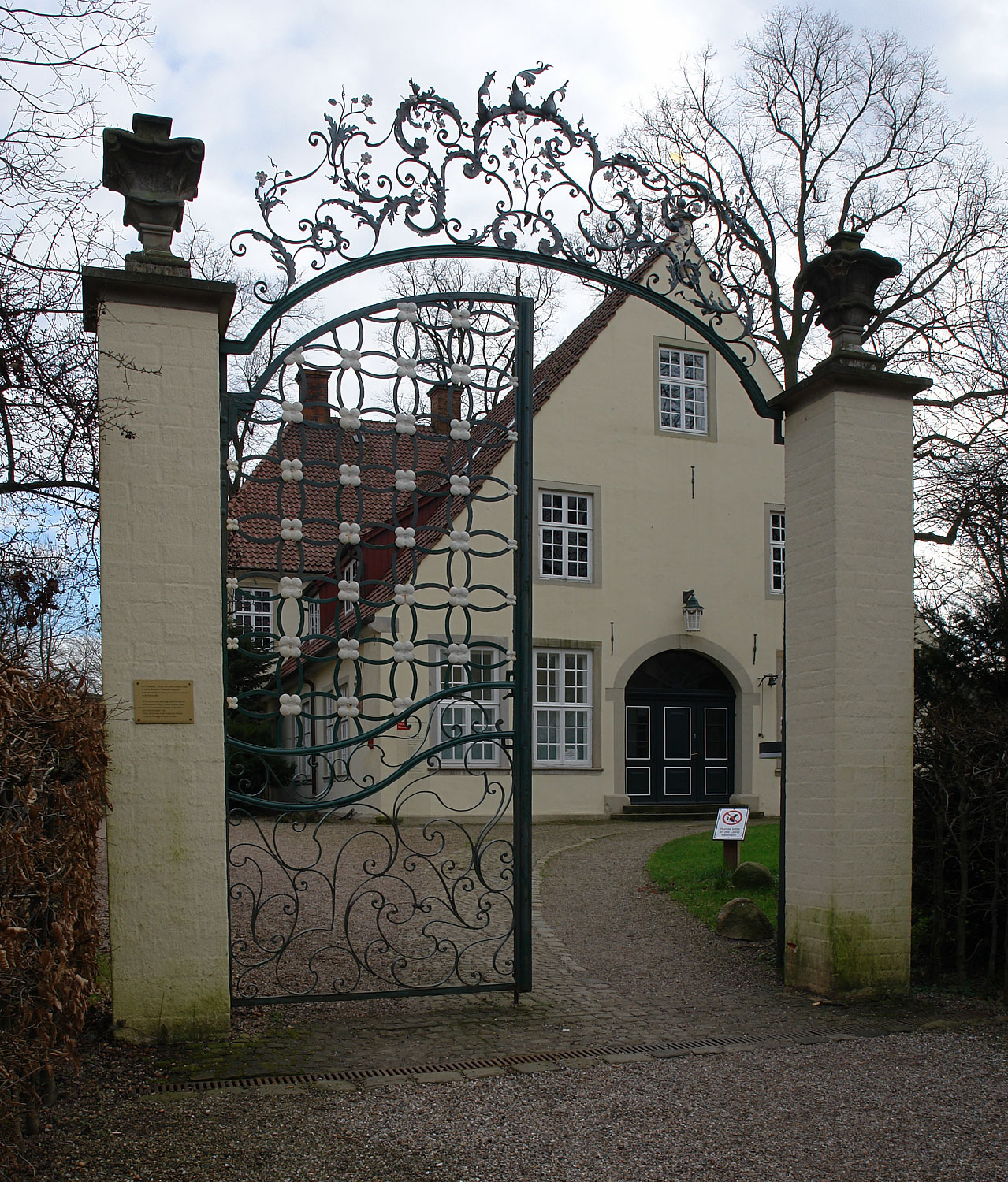
Das Franzosentor (2008)

Das Franzosentor ist eine Kunstschmiedearbeit im Stile des Rokoko mit filigranem Rank- und Blütenwerk, die vielleicht von Heinrich Rabba (gemäß Rudolf Stein von seinem Sohn Gerhard Rabba) um 1760 angefertigt wurde. Der Kaufmann Johann Abraham Retberg hatte es ursprünglich für sein Gut Wolfskuhle in Kattenturm anfertigen lassen. Der Name des Tores leitet sich davon ab, dass für das ehemalige Gitter neben dem Tor Läufe von Gewehren verwendet wurden, die französische Soldaten 1758 im Siebenjährigen Krieg in Bremen zurückgelassen hatten. 1914 wurde das Tor im Garten des Historischen Museums (später Focke-Museum genannt) aufgestellt. Bei der Zerstörung des Museumsbaus während eines Luftangriffs im Jahr 1944, wurde auch das Franzosentor erheblich beschädigt. Das eigentliche Tor konnte zwar geborgen werden, die ehemals vorhandenen Seitenpforten jedoch nicht. Nach dem Krieg wurde es provisorisch instand gesetzt und 1952 zunächst im neu angelegten Focke-Garten aufgestellt, in den 1970er Jahren jedoch wieder abgebaut und eingelagert. Dank einer Spende der Reidemeister- und Ulrichs-Stiftung konnte das Tor 1983 durch den Kunstschlossermeister Kurt Klees restauriert und im Gut Riensberg aufgestellt werden. 2011 wurde es abermals restauriert und sein Originalfarbton – ein leuchtendes Blau – wiederhergestellt.